# زوروبسيس ألبرتيسي
زوروبسيس ألبرتيسي هو نوع من العناكب رتيلاوات الشكل في فصيلة زوروبسيداي.

## انتشار
هذا النوع مستوطن في تونس والجزائر.

## وصف
يبلغ قياس أنثى نموذج نوعي 8 مم.

## أصل الكلمة
تمت تسمية هذا النوع تكريما لـ إنريكو ألبرتو (دالبرتيس).

## المنشور الأصلي
- "Studi sugli Aracnidi africani. I. Aracnidi di Tunisia". Annali del Museo Civico di Storia Naturale di Genova (بالإيطالية). 15: 283-388. 1880. Archived from the original on 2017-08-29. Retrieved 2023-06-23..

## روابط خارجية
- (بالإنجليزية) مرجع قاعدة بيانات التنوع الحيواني (ADW) : Zoropsis albertisi.
- (بالإنجليزية) مرجع المكتبة الحيوية (BioLib) : Zoropsis albertisi  Pavesi, 1880  .
- (بالإنجليزية) Référence Catalogue of Life : Zoropsis albertisi Pavesi, 1880 (تاريخ الوصول 23 يونيو 2023).
- (بالfr+en) مرجع نظام المعلومات التصنيفية المتكامل (ITIS) : Zoropsis albertisi  Pavesi, 1880.
- (بالإنجليزية) Référence World Spider Catalog : Zoropsis albertisi Pavesi, 1880 dans la famille Zoropsidae +base de données (تاريخ الوصول 23 يونيو 2023).